# Jagdschlösschen Schillersdorf

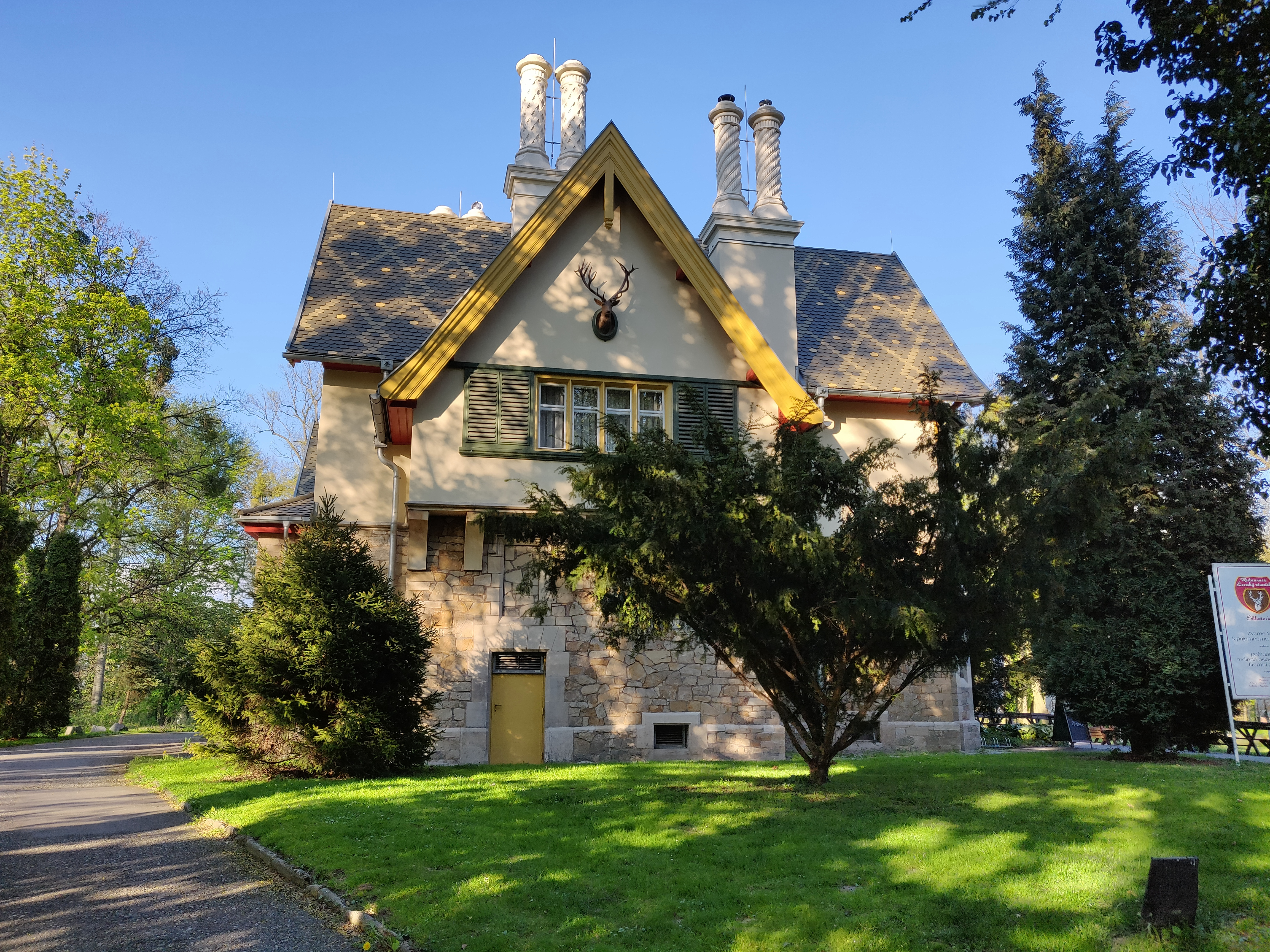
Ansicht von Süden

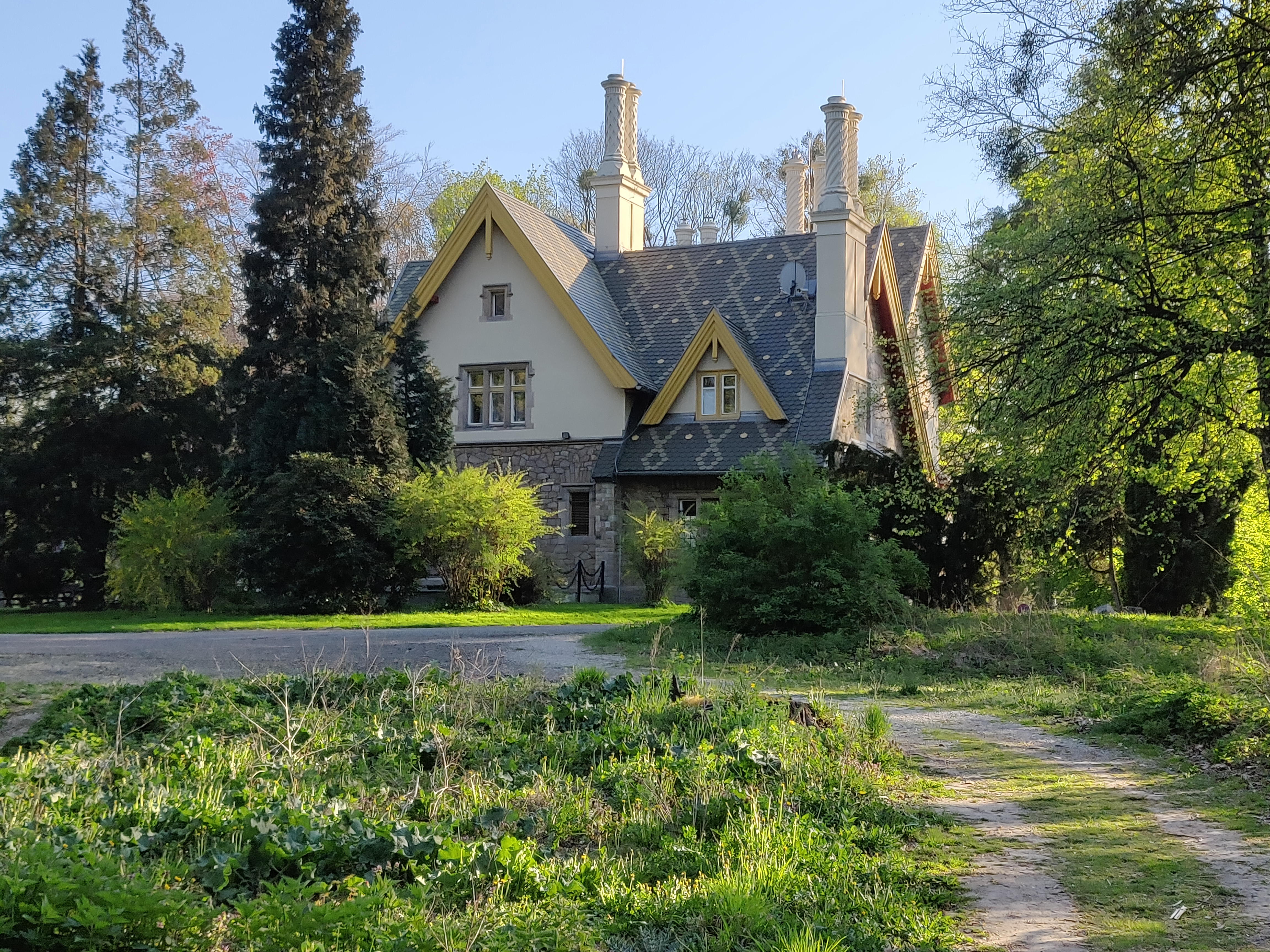
Nordseite des Gebäudes

Das Jagdschlösschen Schillersdorf (tschechisch Lovecký zámeček Šilheřovice) befindet sich auf dem Gebiet der Gemeinde Šilheřovice (Schillersdorf) im Okres Opava in Tschechien. Es dient heute als Restaurant und ist Teil des Kulturdenkmals Schloss und Park Šilheřovice.

## Geographie
Das Jagdschlösschen liegt ca. 200 m südöstlich des Schlosses Schillersdorf an einem künstlich angelegten Teich im Schillersdorfer Schlosspark.

## Geschichte
Salomon Meyer von Rothschild, der die Herrschaft 1845 erworben hatte, und sein Sohn Anselm Salomon von Rothschild ließen ab der Mitte des 19. Jahrhunderts unter Leitung ihres Forstverwalters Karl Exner den Schillersdorfer Schlosspark umgestalten und weiträumig vergrößern. In Vorbereitung der Hochzeit seines Sohnes Ferdinand mit Evelina Gertrude de Rothschild ließ Anselm Salomon von Rothschild zu Beginn der 1860er Jahre an der Stelle eines herrschaftlichen Hofes das repräsentative Jagdschlösschen sowie den Evelinenteich am Platz des Gehöftes Skowrankow anlegen. Im Jahre 1865 verbrachten Ferdinand und Evelina von Rothschild ihre Flitterwochen im Jagdschlösschen.
Aufgrund des Versailler Vertrages wurden die Schillersdorfer Güter 1920 als Teil des Hultschiner Ländchens der Tschechoslowakei zugeschlagen. Nach dem Münchener Abkommen vom 29. September 1938 fiel die Gegend wieder dem Deutschen Reich zu. Die Güter der jüdischen Familie Rothschild wurden danach „arisiert“. 
Nach dem Ende des Zweiten Weltkrieges kam das Gebiet an die Tschechoslowakei zurück. Der Schillersdorfer Großgrundbesitz wurde nunmehr durch die Beneš-Dekrete als deutscher Besitz konfisziert und verstaatlicht. Eine Rückübertragung an die Familie Rothschild erfolgte nicht. Stattdessen wurde das Schlossareal in der zweiten Hälfte des 20. Jahrhunderts verschiedenen Organisationen zur Nutzung überlassen und verwahrloste. 
Die Sportgemeinschaft der Klement-Gottwald-Hütte (NHKG) legte 1970 im Schlosspark einen 18-Loch-Golfplatz, der sich auch um das Jagdschlösschen erstreckte, an. Im Zuge der Privatisierung wurde der Golfplatz nach 2002 an den Sportverein veräußert sowie das Jagdschlösschen zusammen mit dem Schloss und den übrigen Teilen des Parks an die Gesellschaft Racimolo Roni verkauft. Danach erfolgte die Sanierung des Gebäudes und die Einrichtung eines Restaurants.

## Bauwerk
Das freistehende eingeschossige Gebäude wurde in einem romantisierenden Stil errichtet und fügt sich gut in die Schlossparkanlage ein. Der Name des Architekten ist nicht überliefert; wegen der starken Bauähnlichkeit mit den Portierhäusern des Parks ist anzunehmen, dass deren Pläne denselben Autor haben. Auch das Forsthaus auf dem Annahof weist ähnliche Gestaltungselemente auf. Erhalten sind auch die Zwinger für die Jagdhunde.
Der im Jagdstil gestaltete Hauptspeiseraum mit Kamin bildet das innere Zentrum des Gebäudes.